# 孔普雷尼亚克
孔普雷尼亚克（法語：Compreignac，法語發音：[kɔ̃pʁɛɲak]）是法国新阿基坦大区上维埃纳省的一个市镇，属于贝拉克区。

## 地理
孔普雷尼亚克（45°59'31"N, 1°16'29"E）面积47.62 平方千米，位于法国新阿基坦大区上维埃纳省，该省份为法国中西部省份，北起顺时针与安德尔省、克勒兹省、科雷兹省、多爾多涅省、夏朗德省和维埃纳省接壤。
与孔普雷尼亚克接壤的市镇（或旧市镇、城区）包括：图龙、博纳克拉科特、拉泽、圣茹旺、圣西尔韦斯特、圣帕尔杜勒拉克。

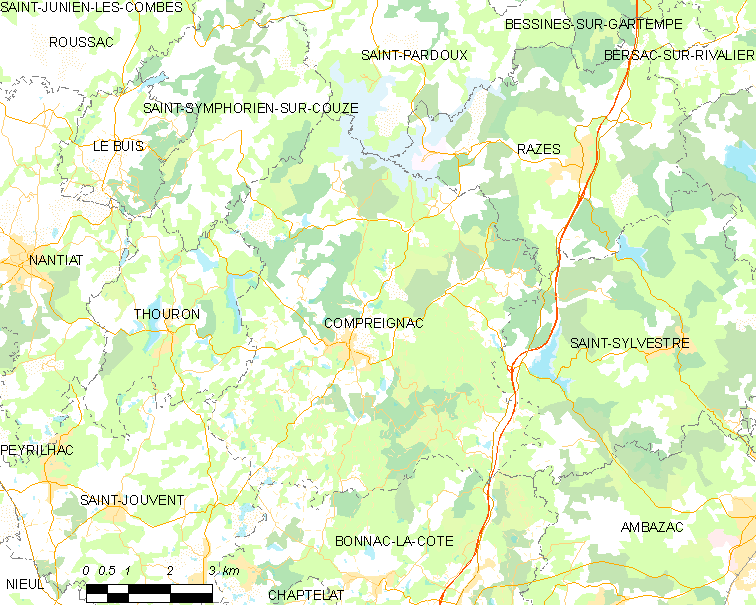
孔普雷尼亚克的OSM定位图

孔普雷尼亚克的时区为UTC+01:00、UTC+02:00（夏令时）。

## 行政
孔普雷尼亚克的邮政编码为87140，INSEE市镇编码为87047。

## 政治
孔普雷尼亚克所属的省级选区为贝拉克县。

## 人口

1962-2008年间孔普雷尼亚克人口变化图示

孔普雷尼亚克于2022年1月1日时的人口数量为1866人。